# Kadiolo
Kadiolo es una comuna o municipio del círculo de Kadiolo de la región de Sikasso, en Malí. En abril de 2009 tenía una población censada de 52 016 habitantes.
Se encuentra ubicada al sur del país, junto a la frontera con Burkina Faso y Costa de Marfil y al sureste de la capital nacional, Bamako.